# تاريخ أنظمة الأرقام القديمة
تطورت أنظمة الأعداد من استخدام الأصابع وعلامات التعداد، منذ حوالي أكثر من 40 ألف سنة، إلى استخدام مجموعات من الحروف الرسومية القادرة على تمثيل أي رقم يمكن تصوره بكفاءة. وظهرت أقدم الرموز المعروفة للأرقام في بلاد ما بين النهرين منذ حوالي 5000 أو 6000 سنة.

## ما قبل التاريخ
في البداية يتضمن العد "العد بالأصابع"، نظرًا لأن العد الرقمي شائع في أنظمة الأعداد الناشئة اليوم، كما هو الحال مع استخدام اليدين للتعبير عن الرقمين خمسة وعشرة.
بالإضافة إلى ذلك، يتم تنظيم غالبية أنظمة الأعداد في العالم حسب العشرات والخمسات والعشرينيات، مما يشير إلى استخدام اليدين والقدمين في العد، ومن الناحية اللغوية، تعتمد مصطلحات هذه الكميات اشتقاقيًا على اليدين والقدمين.
وأخيرًا، هناك اتصالات عصبية بين أجزاء الدماغ التي تقدر الكمية والجزء الذي يعرف الأصابع (عمه الاصابع)، وتشير هذه إلى أن البشر لديهم استعداد عصبي مسبق لاستخدام أيديهم في العد.
وفي حين أن عد الأصابع ليس شيئًا يتم الحفاظ عليه من الناحية الأثرية، فقد تم تفسير بعض رسومات الكهوف اليدوية التي تعود إلى عصور ما قبل التاريخ على أنها عد للأصابع نظرًا لأنه من بين 32 نمطًا محتملاً يمكن أن تنتجها الأصابع، عُثِر على خمسة فقط (وهي تلك التي تستخدم عادةً في العد من واحد إلى خمسة). في كهف كوسكير، فرنسا.
نظرًا لكون قدرة الأصابع واستمراريتها محدودان، يتم عادةً استكمال عد الأصابع عن طريق أجهزة بدائية ذات سعة وثبات أكبر، بما في ذلك الأرقام المصنوعة من الخشب أو مواد أخرى. وقد تكون "رموز العصا" المنقوشة على الخشب والعظام والحجر قد استخدمت تبعاً لبعض الاحافير لمدة قد تمتد لأربعين الف سنة.
كما استُعِين بعلامات الإحصاء هذه لحساب الأوقات مثل عدد الأيام أو الاطوار القمرية أو الاحتفاظ بسجلات الكميات، كأعداد الحيوانات مثلاً أو أي سلع اساسية قيمة أخرى. ومع ذلك، لا توجد حاليًا تقنية تشخيصية يمكنها تحديد بشكل موثوق الغرض الذي استخدمت له هذه العلامات الخطية المنقوشة على الأسطح في فترات ما قبل التاريخ.
كما وتظهر الأمثلة الإثنوغرافية المعاصرة أن المصنوعات اليدوية المماثلة تُصنع وتُستخدم لأغراض غير رقمية.
من هذه الاحافير"عظم الليبومبو" (بالإنكليزية:Lebombo bone ) وهو شظية بعلامات محفورة(منقوشة) اكتشفت في "جبال ليبومبو" الواقعة بين جنوب إفريقيا وإسواتيني. عمر العظم يصل الى 42000 سنة. وفقاً لـ"الكِتاب العالمي للرياضيات" يقترح ان شقوق عظم ليبومبو البالغ عددها 29 شق: "قد تكون قد استخدمت لتسجيل أطوار القمر، أي في هذه الحالة قد كانت النساء الأفريقيات أول عالمات رياضيات لأن تتبع دورات الحيض يتطلب تقويمًا قمريًا.":(صفحة. 184)
ولكن من الواضح أن العظم قد كسر في نهاية طرفيه. لذا يمكن أن يكون ال29 شق يمثل جزءًا من تسلسل أكبر. قطع أثرية مماثلة من المجتمعات المعاصرة، مثل تلك الموجودة في أستراليا، توضح ان مثل هذه الشقوق تستخدم لخدمة غاية استذكارية أو للوظائف التقليدية، بدلاً من كونها تمثل معنى للأرقام.

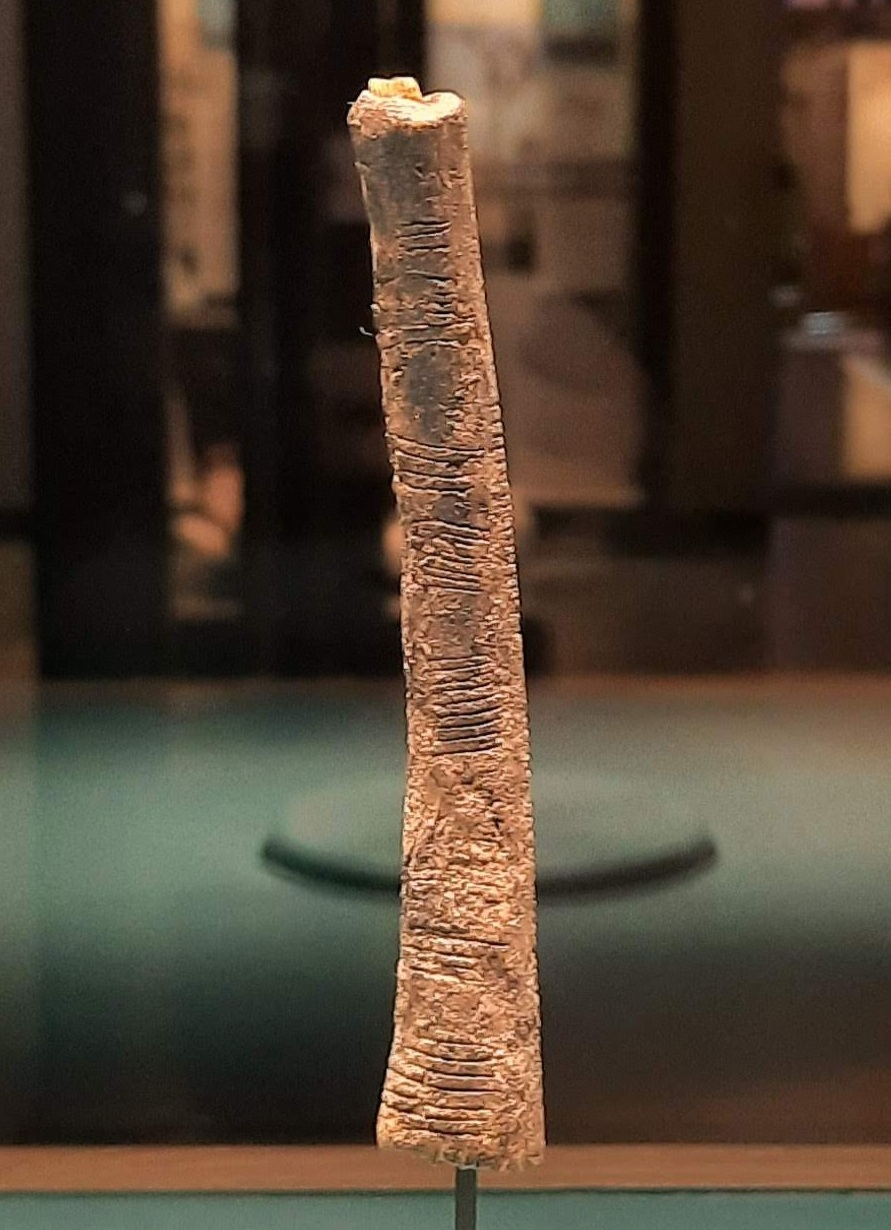
صورة توضح عظم إشانغو في المعهد الملكي البلجيكي للعلوم الطبيعية

عظم إشانغو (بالانكليزية:Ishango bone) هي قطعة أثرية تحتوي على قطعة حادة من المور (الكوارتز) مثبتة على أحد طرفيها، ربما للنقش. يعود تاريخه إلى 25,000 سنة مضت. كان يُعتقد في البداية أن هذه القطعة الأثرية عبارة عن عصا إحصاء، حيث أنها تحتوي على سلسلة مما تم تفسيره على أنه علامات إحصاء منقوشة في ثلاثة صفوف تمتد على طول الأداة.
تم تفسير الصف الأول على أنه الأعداد الأولية بين 10 و20 (أي 19 و17 و13 و11)، بينما يبدو أن الصف الثاني يضيف ويطرح 1 من 10 و20 (أي 9، 19، 21، 11)؛ يحتوي الصف الثالث على كميات قد تكون نصفين أو مضاعفة، على الرغم من عدم تناسقها. مع ملاحظة الاحتمالية لإنتاج مثل هذه الأرقام عن طريق الصدفة، اقترح باحثون مثل "جان دي هينزلين" أن التجمعات ذات الدرجات تشير إلى فهم رياضي يتجاوز بكثير العد البسيط.
وقد اقترح اخرون أن هذه العلامات ربما تم صنعها لغرض نفعي، مثل إنشاء قبضة أفضل للمقبض، أو لسبب آخر غير رياضي. الغرض ومعنى الشقوق لا يزال موضع نقاش في الأدبيات الأكاديمية.

## رمز الطين

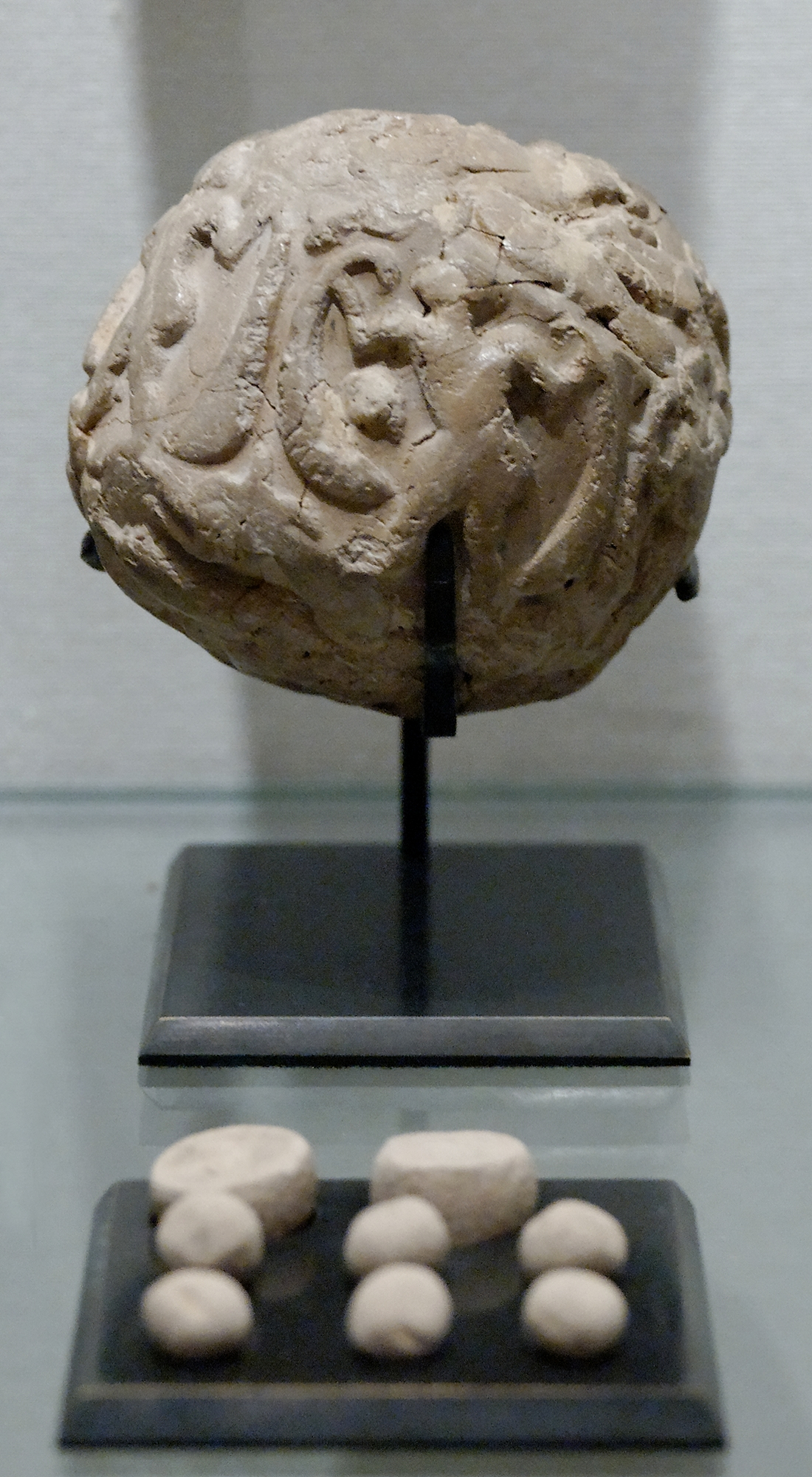
فترة أوروك: غلاف كروي مع مجموعة من رموز المحاسبة من سوسا. متحف اللوفر

ظهرت أقدم كتابة معروفة لحفظ السجلات من نظام للمحاسبة الذي استخدم رموزًا صغيرة من الطين. أقدم القطع الأثرية التي يُزعم أنها رموز من مواقع كـتل أبو هريرة، وهو موقع في وادي الفرات العلوي في سوريا ويعود تاريخه إلى الألفية العاشرة قبل الميلاد، وتلك الموجودة في موقعين في منطقة زاغروس بإيران: تيبي اسياب (بالفارسية: تپه آسياب) وتبه غنج درة (بالفارسية: تپه گنج دره).
لإنشاء سجل يمثل "خروفين"، تم استخدام رمزين يمثل كل منهما وحدة واحدة. تم أيضًا حساب أنواع مختلفة من الأشياء بشكل مختلف. ضمن نظام العد المستخدم مع معظم الأشياء المنفصلة (بما في ذلك الحيوانات مثل الأغنام)، كان هناك رمز مميز لعنصر واحد (وحدات)، ورمز مختلف لعشرة عناصر (عشرات)، ورمز مختلف لستة عشرات (ستينات)، وما إلى ذلك. تم استخدام أحجام وأشكال مختلفة لتسجيل مجموعات أعلى مكونة من عشرة أو ستة في نظام العد الستيني. مجموعات مختلفة من الأشكال والأحجام الرمزية قامت بتشفير أنظمة العد المختلفة.
جادل عالم الآثار دينيس شماندت بيسيرات بأن الرموز الهندسية البسيطة المستخدمة للأرقام كانت مصحوبة برموز معقدة تحدد السلع التي تم تعدادها. بالنسبة لذوات الحوافر مثل الأغنام، كان هذا الرمز المعقد عبارة عن قرص مسطح محدد بدائرة على شكل أرباع. ومع ذلك، فإن الاستخدام المزعوم للرموز المعقدة قد تم انتقاده أيضًا لعديد من الأسباب.

### استخدام الفقاعات والانطباعات العددية
ولضمان عدم فقدان الرموز أو تغييرها من حيث نوعها أو كميتها، تم وضعها في مظاريف (مغلف) من الطين على شكل كرات مجوفة تُعرف باسم الفقاعات (الفقاعة) (بالانكليزية:bulla). وقد تم طبع أختام المُلكية والشهود على أسطح الفقاعات، والتي يمكن أيضًا تركها واضحة. إذا كانت هناك حاجة إلى التحقق من الرموز المميزة بعد إغلاق الفقاعة التي تحتوي عليها، فيجب كسر الفقاعة.
لتجنب التلف الغير ضروري للسجل قاموا في منتصف الألفية الرابعة قبل الميلاد تقريبًا، بالضغط على الرموز المميزة على السطح الخارجي للفقاعة قبل إغلاقها بالداخل، وذلك لتجنب الحاجة إلى كسر الفقاعة لرؤيتها. خلقت هذه العملية انطباعات خارجية على أسطح الفقاعات تتوافق مع رموز الفقاعة المغلقة في أحجامها وأشكالها وكمياتها. وأصبحت العلامات الموجودة عليه أول لغة مكتوبه لكتابة الأرقام في الطين. كانت هناك طريقة بديلة تتمثل في في ختم العقدة في كل سلسلة من الرمز بفقاعة مستطيلة صلبة من الطين لها رموز مدهشة، بينما كانت سلسلة الرموز المتدلية خارج الفقاعة.
في نهاية المطاف، يبدو أنه تم التعرف على التكرار الناتج عن الرموز داخل الفقاعة والانطباعات خارج الفقاعة، وأصبحت الانطباعات على الأجهزة اللوحية المسطحة هي الطريقة المفضلة لتسجيل المعلومات العددية. المراسلات بين الانطباعات والرموز، والتسلسل الزمني للأشكال التي تتألف منها، تمت ملاحظتها ونشرها في البداية من قبل علماء مثل بيير أمييت
بحلول الوقت الذي قدمت فيه الانطباعات الرقمية نظرة ثاقبة للأرقام القديمة، كان السومريون قد طوروا بالفعل عمليات حسابية معقدة. ومن المحتمل أنه تم إجراء العمليات الحسابية المتقدة إما باستخدام الرموز المميزة أو عن طريق المعداد أو لوحة العد.

## تحويل الأرقام القديمة إلى المسمارية

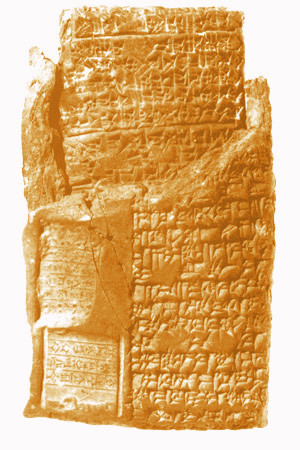
اللوح القانوني البابلي الأوسط من العلاء في مغلفه

بين سنة ٢٧٠٠ و٢٠٠٠ قبل الميلاد تم استبدال القلم الدائري تدريجياً بقلم من القصب اُستُخدم للضغط على العلامات المسمارية في الطين. لتمثيل الأرقام التي تم ضغطها سابقاً بقلم دائري تم الضغط على العلامات الأرقام المسمارية بهذا النمط دائري، واحتفظت بتدوين قيمة الإشارة المضافة التي نشأت مع الرموز المميزة الموجودة على السلسة. كانت كل من الأرقام المسمارية والأرقام القديمة غامضة لأنها تمثل أنظمة رقمية مختلفة تختلف باختلاف ما يتم عدة. حوالي عام ٢١٠٠ سنة قبل الميلاد في سومر تقاربت أنظمة قيمة الإشارة هذه تدريجياً على نظام أرقام ستيني مشترك كان ذلك نظام قيمة مكانية يتألف من علامتين ختم، الوتد العمودي والشيفرون، والتي يمكن أن تمثل أيضاً الكسور. تطور نظام الأرقام الستين هذا بالكامل في بداية العصر البابلي القديم (حوالي ١٩٥٠ سنة قبل الميلاد) وأصبح معياراً في بابل.
الأرقام الستينية كانت عبارة عن نظام جذر مختلط يحتفظ بالقاعدة ١٠ المناوبة والقاعدة ٦ في سلسلة من الأوتاد العمودية المسمارية وشيفرون. الأرقام الستينية أصبحت مستخدمة في نطاق واسع في التجارة ولكنها استخدمت أيضاً في الحسابات الفلكية وغيرها.
تصدر هذا النظام من بلاد بابل واستخدم في جميع أنحاء بلاد ما بين النهرين ومن قيل كل دولة متوسطة استخدمت وحدات القياس وعد بابلية سياسية بما في ذلك الإغريق والرمان والسوريون. في الأرقام العربية مازلنا نستخدم نظام الستين لحساب الوقت (دقائق الساعة) والزوايا (الدرجات).

## أرقام الرومانية
تطورت الأرقام الرومانية من هذا النظام البدائي الشقوق. كان يُعتقد ذات مرة أنها أتت من رموز أبجدية أو من الصور المصورة ولكن تم دحض هذه النظريات.

## روابط خارجية
- تاريخ أنظمة العد والأرقام . تم الاسترجاع 11 ديسمبر 2005.
- أقدم نذير للكتابة
- سلائف الكتابة: الرموز البسيطة والمعقدة
- الحساب قبل الكتابة